# Monte Viso
Monte Viso (Monviso) este un munte din Alpii Cotici. Situat la 2 km de granița dintre Italia și Franța (pe teritoriul Italiei), acest munte depășește altitudinea de 3.000 m deasupra n.m.. Altitudinea maximă este de 3.841 m, Monte Viso fiind cel mai înalt munte din Alpii Cotici. La poalele lui, la altitudinea de 2.020 m, izvorăște râul Pad.
Prima escaladare a muntelui a fost realizată de Michel Croz, Jean Baptiste Croz, William Mathews și Frederik Jacomb la data de 30 august 1861. Monte Viso este amintit deja în literatura antică în opera lui Publius Vergilius Maro cunoscut ca Virgiliu, iar mai târziu în opera Divina Comedie a lui Dante ca și în poeziile lui Geoffrey Chaucer.